# Istočnoiranski jezici
Istočnoiranski jezici skupina od (14) iranskih jezika raširenih u Iranu, Pakistanu, Afganistanu, Kini, Gruziji, Tadžikistanu. Od ovih 14 jedan je izumro. Dijele se na:      
a. sjeveroistočni (3) Iran, Gruzija, Tadžikistan: avestički (pazend)†, osetski, yagnobi.
b. Jugoistočni (11):
b1. pamirski jezici (7) Afganistan, Pakistan, Kina, Tadžikistan: munji, sanglechi-ishkashimi, wakhi, yidgha; 
Shugni-Yazgulami: sarikoli, shughni, yazgulyam,
b2. paštunski jezici (4) Afganistan, Pakistan: paštunski (3 jezika, sjeverni, centralni i južni), waneci.

## Vanjske poveznice
- Ethnologue (14th)
- Ethnologue (15th)